# Robert Dampierre
Robert Gaston Marie Aymar de Dampierre (Orléans, 1888. december 4. – Grasse, 1974. augusztus 18.) francia diplomata.

## Pályafutása
Robert de Dampierre Jeanne Louise Basset de Châteaubourg (1854–1922) és Éric de Dampierre (1851–1927) fiaként született. Az első világháború előtt külügyi szolgálatba lépett, és attaséként szolgált Franciaország bécsi követségén. 1917-ben követségi titkár lett Tokióban. 1920. szeptember 27-én feleségül vette Catherine D’Ollone-t (1896–1926), aki néhány évvel később elhunyt; egy kislányuk született.
1924-től 1929-ig Rómában követségi tanácsossá léptették elő, ahol 1929-ben megkapta a fogadó állam részéről történt elfogadást tanúsító felhatalmazást (exequatur), és 1933 júliusában ügyvivőként működött. Itt ismerkedett meg Leïla Sélim Pacha Mehamével, akivel San Remóban összeházasodtak. 1936. május 13-tól 1937. augusztus 26-ig belgrádi, augusztus 26-tól 1940. március 9-ig ottawai, március 9-től április 9-ig oslói követ volt.
1940 augusztusától 1942 decemberéig Budapesten szolgált követként. Ebben az időszakban többek között cikket jelentetett meg a francia-magyar barátságról a Nouvelle revue de Hongrie tízéves jubileumi számában. A magyarországi társadalmi életben egyre növekvő szerepet játszott, elsősorban az 1940. júniusi összeomlás után a németországi francia hadifoglyok számára indított gyűjtés kapcsán, amely a lengyelek megsegítéséhez hasonlóan népszerű ügy lett (a hadifogolytáborok egy része Magyarországhoz közel helyezkedett el). Jó viszonyt ápolt többek között Auer Pállal. Leïla Dampierre költő és festő volt; 1941-ben  négy verse jelent meg a Nouvelle revue de Hongrie hasábjain, és műveit egészen 1944-ig több alkalommal kiállították Budapesten.
Dampierre 1942 decemberében lemondott, mert nem tudott tovább azonosulni a Vichy-kormány politikájával. A határok lezárása miatt ugyanakkor lányukkal és menyükkel Budapesten rekedtek, egy zsidó által kölcsönadott lakásban (aki később koncentrációs táborban halt meg). Magyarország 1944. március 19-i német megszállása napján a Gestapo behatolt a lakásba; míg Dampierre és lánya misén voltak, Leïlát letartóztatták és a Bécs melletti oberlanzendorfi táborba szállították. Csak közvetlenül a Magyarország elleni invázió előtt bocsátották szabadlábra. Budapest ostroma alatt lakóhelyet változtattak, elkerülendő, hogy a Gestapo ismét rájuk találjon. A város szovjet megszállását követően, 1945 márciusában térhettek haza, Bukaresten keresztül.
Robert de Dampierre a második világháborút követően 1945-től 1948. október 27-ig Santiago de Chilében, október 27-től 1952-ig Stockholmban szolgált nagykövetként.

## Művei
- La tragédie d’un pacte d’amitié. Le Monde Diplomatique, 1955. december, 3. old.